# Tommaso Michele Salzano
Tommaso Michele Salzano, al secolo Michele Angelo, (Napoli, 21 aprile 1807 – Napoli, 12 settembre 1890) è stato un arcivescovo cattolico, teologo e canonista italiano.

## Biografia
Nacque a Napoli, nei pressi della chiesa di Santa Sofia, da Carmine Salzano e Maria Rosa Guadagni. Fu tenuto a battesimo dallo zio materno Pietro Salzano, arcidiacono di Nocera, nella parrocchia napoletana di San Tommaso a Capuana, allora già funzionante nella chiesa di Santa Caterina a Formiello; gli fu dato il nome di Michele Angelo. Rimasto orfano della madre il 10 dicembre 1810, dopo che il padre si fu trasferito a Nocera, rimase a Napoli presso alcuni parenti materni. Sostenuto dallo zio sacerdote, compì privatamente i primi studi con il sacerdote Giovanni d'Anna, studiò poi filosofia con Francesco Ferraioli e diritto con Nicola Marino. Lo zio lo introdusse alla frequentazione dei redentoristi di Nocera, e uno di loro, il padre Luigi Rispoli lo guidò nella scelta vocazionale, che si orientò verso l'ordine domenicano, conosciuto attraverso il padre Ludovico Fiorillo, ma scelto seguendo i consigli del teatino padre Gioacchino Ventura, scelto come confessore.
Accompagnato dal padre Ventura, entrò fra i domenicani nel 1825, a Roma, nel convento di Santa Sabina, accolto dal maestro generale padre Giuseppe Maria Velzi. L'anno seguente emise i voti nella chiesa di Santa Maria sopra Minerva, nelle mani del provinciale di Lombardia padre Vincenzo Tommaso Pirattoni, e prese il nome religioso di Tommaso, che premise a quello di battesimo.
Nel 1828 concluse brillantemente gli studi teologici a Roma con l'abate benedettino Vincenzo Bini, il gesuita Colman e il teatino Ventura. Nell'ottobre del 1829 fu ordinato sacerdote a Nocera, dal vescovo di Cava e Sarno Silvestro Granito.
Fu docente di teologia e diritto canonico all'Università di Napoli dal 1834 al 1850. Fu nominato vescovo titolare di Tanis dal 1854 ed elevato ad arcivescovo titolare di Edessa di Osroene dal 1873 da papa Pio IX. Fu consacrato dal cardinale Sisto Riario Sforza il 12 marzo 1854 nella chiesa di San Domenico Maggiore, assistito dai vescovi Raffaele Serena e Raffaele Carbonelli.
Fu consigliere di stato del Regno delle Due Sicilie e dal 1860 fu delegato apostolico della nunziatura apostolica a Napoli. Ebbe dibattiti critici con Antonio Scialoja.

## Opere parziali
- (LA) Institutiones iuris canonici, Napoli, 1834.
- Lezioni di diritto canonico pubblico e privato, 4 voll., 1845.
- Saggio sul razionalismo moderno, 1853.
- Osservazioni sugli affari ecclesiastici di Napoli comparati a quei del Piemonte, 1858.
- Sulla cessazione de' privilegi della Cappella Palatina in Napoli dopo il 1860, 1864.

## Genealogia episcopale e successione apostolica
La genealogia episcopale è:
- Cardinale Scipione Rebiba
- Cardinale Giulio Antonio Santori
- Cardinale Girolamo Bernerio, O.P.
- Arcivescovo Galeazzo Sanvitale
- Cardinale Ludovico Ludovisi
- Cardinale Luigi Caetani
- Cardinale Ulderico Carpegna
- Cardinale Paluzzo Paluzzi Altieri degli Albertoni
- Papa Benedetto XIII
- Papa Benedetto XIV
- Papa Clemente XIII
- Cardinale Luigi Valenti Gonzaga
- Cardinale Lorenzo Litta
- Cardinale Vincenzo Macchi
- Cardinale Mario Mattei
- Cardinale Sisto Riario Sforza
- Arcivescovo Tommaso Michele Salzano, O.P.

La successione apostolica è:
- Vescovo Rosario Maria Frungillo (1878)